# Bitwa w Zatoce Manilskiej
Bitwa w Zatoce Manilskiej (ang. Battle of Manila Bay, hiszp. Batalla de Cavite) – bitwa morska, która miała miejsce 1 maja 1898, niedaleko Manili na Filipinach, w czasie wojny amerykańsko-hiszpańskiej.

## Geneza
W kwietniu 1898 wybuchła wojna amerykańsko-hiszpańska. Stany Zjednoczone dążyły do hegemonii gospodarczej na Pacyfiku oraz rozszerzenia swoich wpływów w Ameryce Środkowej i Południowej. Aby osiągnąć te dwa cele, musiały z tych rejonów wyprzeć Hiszpanię. Amerykanom najbardziej zależało na przejęciu Kuby i Filipin, kolonii hiszpańskich bogatych w cenne surowce naturalne.

## Zestawienie sił

### Strona amerykańska
- 4 nowoczesne krążowniki: 
  - USS „Olympia”
  - USS „Baltimore”,
  - USS „Raleigh”(inne języki)
  - USS „Boston”
- 2 kanonierki

### Strona hiszpańska
- 2 lekkie krążowniki
- 7 kanonierek

## Przebieg bitwy
Flota hiszpańska bazowała w Zatoce Manilskiej. Admirał Patricio Montojo y Pasarón ustawił swoje okręty w dwóch liniach w szyku „torowym” tuż przy brzegu, gdzie woda była najpłytsza. Okazało się to poważnym błędem, który podczas bitwy nie dał szans okrętom hiszpańskim na podjęcie walki.
Admirał George Dewey, wiedząc, że wróg nie jest w stanie manewrować, podpłynął do okrętów przeciwnika na bardzo małą odległość i rozpoczął silny ostrzał artyleryjski. Hiszpanie odpowiadali ogniem wręcz symbolicznie. Amerykanie wykonali trzy nawroty i po krótkiej walce wroga flota została unicestwiona. Ostatnie salwy amerykańskie były oddawane z odległości 200 metrów.

## Wynik bitwy
Hiszpanie ponieśli klęskę. Stracili całą flotę to znaczy 2 lekkie krążowniki i 7 kanonierek. Amerykanie wyszli z bitwy z minimalnymi stratami własnymi (1 zabity i 9 rannych).